# Pinanga jamariensis
Pinanga jamariensis là loài thực vật có hoa thuộc họ Arecaceae. Loài này được C.K.Lim miêu tả khoa học đầu tiên năm 1998.